# Nyumba ya sanaa

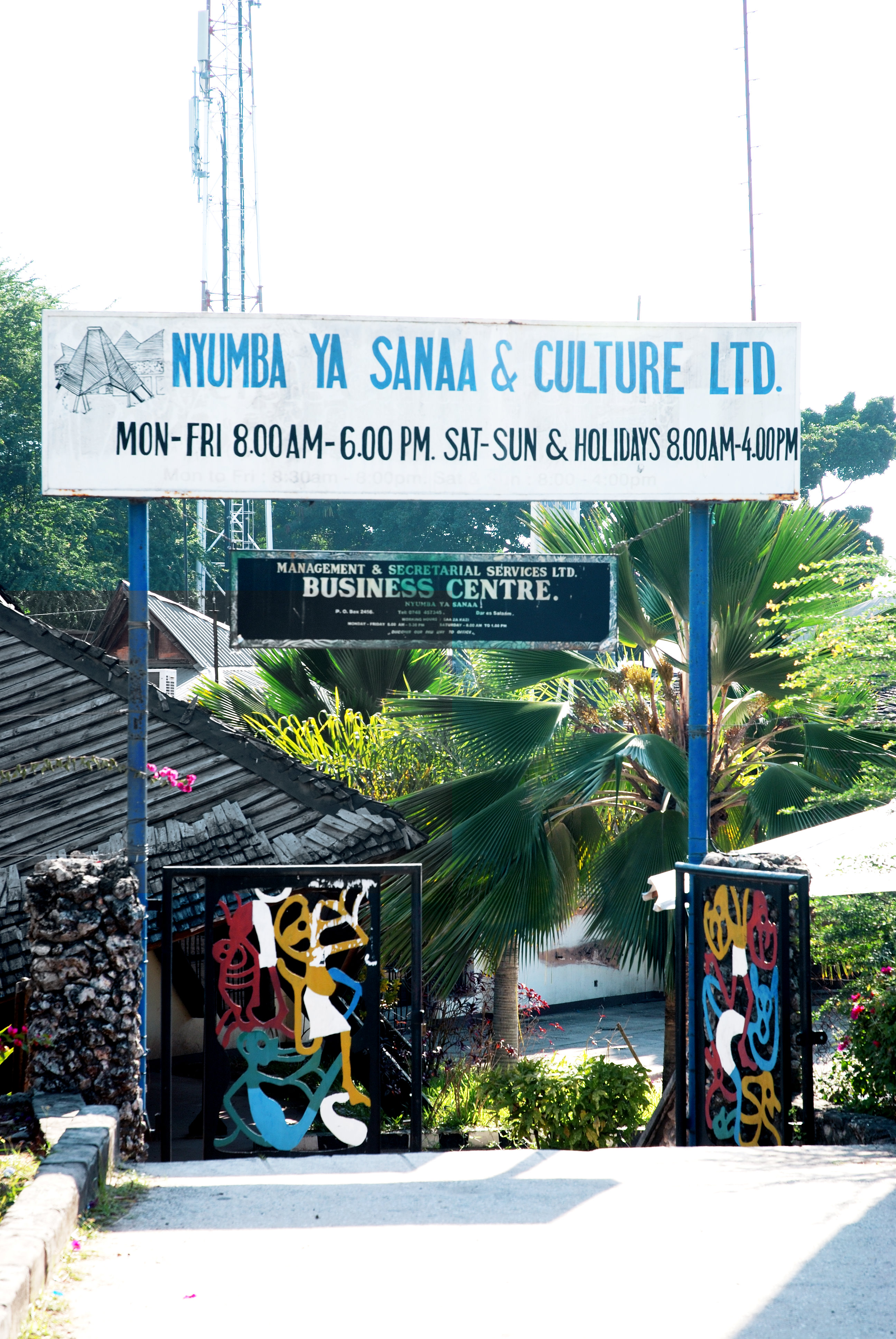
L'ingresso principale della Nyumba ya Sanaa, col cancello decorato da Lilanga

La Nyumba ya sanaa (in swahili, "casa dell'arte") o Mwalimu Nyerere Cultural Centre (in inglese "centro culturale Mwalimu Nyerere") è un centro culturale di Dar es Salaam che si propone di promuovere e sostenere la microimpresa tanzaniana, con particolare enfasi sulla produzione artigianale. Amministrativamente è una ONG. 
Il centro è stato fondato nel 1972 da una suora statunitense e inaugurato formalmente dal primo presidente della Tanzania, Julius Nyerere, a cui si deve uno dei due nomi con cui il centro è noto. La Nyumba fornisce sostegno economico e tecnico agli artigiani di Dar e dell'entroterra, consente la vendita dei loro prodotti nei propri locali, e offre supporto logistico anche per l'esportazione all'estero. Il centro ospita anche manifestazioni musicali ed esibizioni di danza.
Gli edifici del centro (in particolare il cancello e il patio interno) sono decorati con opere scultoree di George Lilanga, uno dei più noti artisti tanzaniani, che iniziò la propria carriera proprio attraverso il Nyerere Centre.